# Taeniophyllum concavum
Taeniophyllum concavum är en orkidéart som beskrevs av Rudolf Schlechter. Taeniophyllum concavum ingår i släktet Taeniophyllum och familjen orkidéer. Inga underarter finns listade i Catalogue of Life.